# Antoni Morera i Trullàs
Antoni Morera i Trullàs (Terrassa, 1868 − 1936) fou un director de coral i d'orquestra terrassenc.
Va néixer l'any 1868 i va ser un obrer terrassenc amb coneixements musicals, que va dedicar el temps lliure de la seva vida a la música i en concret a la direcció de cors terrassencs. Aquesta gran dedicació va permetre el seu transvasament en diferents agrupacions corals i a la vegada aquesta polivalència i entusiasme el van convertir en un salvador de diferents agrupacions corals.
A partir de l'any 1911 va ser director de la coral "Els Amics", durant un període curt i més endavant el 1930 va pertànyer de nou amb una dedicació més persistent on l'entitat va celebrar les seves noces d'or. Tres anys després, el 1913 o 1914, i fins al 1925, va ser director de la coral "Joventut Terrassenca", cosa que el va convertir en un home reeixit quant a la seva carrera com a director. A partir d'aquest mateix any la direcció de la coral "Joventut Terrassenca" es va adjudicar al mestre Ramon Serrat, cosa que va treure càrrega d'obligacions a Antoni Morera permetent que es pogués dedicar amb més plenitud en altres afers musicals no referenciats. Gràcies a tot això va aconseguir que la seva persona fos una autèntica referència dins la vida musical terrassenca.
Va morir el 2 de novembre del 1936.